# Coupe CECAFA des nations 2000
Navigation
Rwanda 1999 Rwanda 2001
La Coupe CECAFA des nations 2000 est la vingt-quatrième édition de la Coupe CECAFA des nations qui a eu lieu en Ouganda du 18 novembre au 2 décembre 2000. Les nations membres de la CECAFA (Confédération d'Afrique centrale et de l'Est) sont invitées à participer à la compétition. 
La finale est particulière puisqu'elle voit le pays hôte, l'Ouganda, s'imposer face à son équipe B, parvenue à ce stade après avoir gagné tous ses matchs en poule puis battu l'Éthiopie en demi-finales. Les Antilopes Walya montent sur la troisième marche du podium. C'est le huitième titre de champion de la CECAFA pour les Ougandais.
À l'origine, la compétition devait compter douze participants et voir son premier tour modifié (quatre poules de trois équipes). Cependant, après le tirage au sort, Djibouti déclare forfait pour raisons financières avant de se raviser, la Tanzanie est suspendue par la FIFA et les sélections du Soudan et de Zanzibar se désistent pour une raison indéterminée. Le tirage au sort du premier tour est donc refait, avec deux poules au lieu de trois.

## Équipes participantes
- Ouganda - Organisateur
- Rwanda - Tenant du titre
- Burundi
- Ouganda B
- Kenya
- Somalie
- Éthiopie
- Érythrée
- Djibouti

## Compétition

### Premier tour

#### Groupe A
| Rang | Équipe   | Pts | J | G | N | P | Bp | Bc | Diff |  | Résultats (▼ dom., ► ext.) |  |     |     |     |     |
| ---- | -------- | --- | - | - | - | - | -- | -- | ---- |  | -------------------------- |  | --- | --- | --- | --- |
| 1    | Ouganda  | 10  | 4 | 3 | 1 | 0 | 17 | 3  | +14  |  | Ouganda                    |  | 2-2 | 2-1 | 7-0 | 6-0 |
| 2    | Éthiopie | 10  | 4 | 3 | 1 | 0 | 9  | 5  | +4   |  | Éthiopie                   |  |     | 1-0 | 4-2 | 2-1 |
| 3    | Burundi  | 6   | 4 | 2 | 0 | 2 | 8  | 5  | +3   |  | Burundi                    |  |     |     | 4-2 | 3-0 |
| 4    | Djibouti | 1   | 4 | 0 | 1 | 3 | 4  | 15 | -11  |  | Djibouti                   |  |     |     |     | 0-0 |
| 5    | Somalie  | 1   | 4 | 0 | 1 | 3 | 1  | 11 | -10  |  | Somalie                    |  |     |     |     |     |

#### Groupe B
| Rang | Équipe    | Pts | J | G | N | P | Bp | Bc | Diff |  | Résultats (▼ dom., ► ext.) |  |     |     |     |
| ---- | --------- | --- | - | - | - | - | -- | -- | ---- |  | -------------------------- |  | --- | --- | --- |
| 1    | Ouganda B | 9   | 3 | 3 | 0 | 0 | 6  | 2  | +4   |  | Ouganda B                  |  | 3-2 | 1-0 | 2-0 |
| 2    | Rwanda    | 4   | 3 | 1 | 1 | 1 | 5  | 5  | 0    |  | Rwanda                     |  |     | 1-1 | 2-1 |
| 3    | Érythrée  | 2   | 3 | 0 | 2 | 1 | 1  | 2  | -1   |  | Érythrée                   |  |     |     | 0-0 |
| 4    | Kenya     | 1   | 3 | 0 | 1 | 2 | 1  | 4  | -3   |  | Kenya                      |  |     |     |     |

### Phase finale

#### Demi-finales
| 29 novembre 2000 | Ouganda                                                     | 3 - 1 | Rwanda             | Nakivubo stadium, Kampala |                      |
|                  | Hassan Mubiru 41e · Phillip Obwiny 64e · Mathias Kawesa 90e |       | Abdul Sibomana 27e | Spectateurs : 20 000      | Spectateurs : 20 000 |

| 30 novembre 2000 | Ouganda B        | 1 - 0 | Éthiopie | Nakivubo stadium, Kampala |                      |
|                  | Jimmy Kidega 45e |       |          | Spectateurs : 20 000      | Spectateurs : 20 000 |

#### Match pour la3eplace
| 2 décembre 2000 | Éthiopie        | 1 - 1 a.p. | Rwanda      | Nakivubo stadium, Kampala |                      |
|                 | Seman 33e       |            | Mulonda 50e | Spectateurs : 20 000      | Spectateurs : 20 000 |
|                 | Tirs au but 4-2 |            |             | Spectateurs : 20 000      | Spectateurs : 20 000 |

#### Finale
| 2 décembre 2000 | Ouganda                                 | 2 - 0 | Ouganda B | Nakivubo stadium, Kampala |                      |
|                 | Hassan Mubiru 76e · Jamil Kyambadde 83e |       |           | Spectateurs : 20 000      | Spectateurs : 20 000 |

| Vainqueur Coupe CECAFA 2000 Ouganda 8e titre |

## Sources et liens externes
- (en) Feuilles de matchs et infos sur RSSSF